# حقوق بشر در پاکستان شرقی
حقوق بشر در پاکستان شرقی (انگلیسی: Human rights in East Pakistan) مربوط به آغاز جنبش زبان بنگالی می‌شود. جنبش زبان بنگالی در سال ۱۹۴۸ پس از استقلال پاکستان آغاز شد. بنگالی‌ها درخواست کردند که بنگالی زبان ملی پاکستان باشد، در حالی که رهبران ملی پاکستان می‌خواستند که فقط اردو زبان ملی باشد. در روز ۲۱ فوریه سال ۱۹۵۲، پلیس شرق پاکستان به جمعیتی از تظاهرکنندگان صلح‌طلب شلیک کرد و چهار نفر را کشت. روز بعد ارتش پاکستان و پلیس دوباره به تظاهرات حمله کردند که منجر به مرگ و زخمی شدن چندین نفر شد.

## اقلیت‌های مذهبی
دولت و سران نظامی پاکستان به اقلیت هندو در پاکستان شرقی به عنوان ستون پنجم نگاه می‌کردند. آنها هندوها را متهم می‌کردند که عامل عقب ماندگی اقتصادی پاکستان شرقی هستند. انتخابات سال ۱۹۷۰ که زیر نظر رأی دهندگان مشترک برگزار شد تنها موجب عضویت اقلیت در مجلس ملی گردید. در طی جنگ آزادی‌بخش بنگلادش، ارتش پاکستان، هندوها را مورد هدف قرار می‌داد، درحالیکه بیحاریها از آن‌ها حمایت می‌کردند. حساب‌های بانکی هندوها در آنزمان مسدود شده بود.

## نسل‌کشی
نسل‌کشی به قتل‌عام در شرق پاکستان از سوی سازمانهای امنیتی پاکستان در طول جنگ استقلال بنگلادش گفته می‌شود. دانشگاه داکا با تانک مورد حمله قرار گرفت که منجر به مرگ دانشجویان و کارکنان دانشگاه شد. دفاتر روزنامه‌ها و محله‌های هندو در داکا توسط ارتش پاکستان گلوله‌باران شد.

## کشتار روشنفکران
نیروهای امنیتی پاکستان از طریق قتل روشنفکران بنگالی تلاش کردند تا ملی‌گرایی بنگالی را از بین ببرند. این امر منجر به کشته شدن بیش از هزار نفر از روشنفکران از جمله پزشکان، متفکران، وکلا، مهندسین و غیره شد. در روز ۱۴ ماه دسامبر سال ۱۹۷۱، دو روز قبل از تسلیم پاکستان، ۲۰۰ نفر از روشنفکران از خانه‌شان ربوده و کشته شدند.